# 森健
森健（日语： Mori Takeshi，本名：森 健，1963年10月10日—），日本男性動畫師、動畫導演、小說家。出身於東京都。父親是前職棒選手森徹。

## 來歷、人物
森健在早稻田大學時期，是動畫研究會「動畫村」的成員，並製作獨立的動畫作品。大學畢業後，他在1986年加入亞細亞堂，從事動畫的工作後，成為原畫師。此後，他以《燃燒吧！哥哥》（第21話）晉身成為演出家。
受到《飛越巔峰》的啟發，他加入了GAINAX。以OVA《橙路 旋風！變身少女小茜》作為導演處女作。
《冒險少女娜汀亞》播出時，因為他正在打對台節目《江戶之子男孩 理解太助》擔任導演，所以當他負責前者的分鏡、演出時，使用根本清。值得一提的是，他在負責《交響詩篇艾蕾卡7》時也用過浦野康生這個名字。此外，作為一名作家，他也創作了許多自己參與動畫作品的小說。
2012年結婚。據透露，他妻子的生日是5月25日，與他執導的《STRATOS 4》主角本庄美風同一天。

## 參加作品

### 電視動畫
1988年
- 燃燒吧！哥哥（分鏡、演出）

1989年
- 奇天烈大百科（分鏡）
- 亂馬½ (1989年版)（分鏡、演出、原畫）
- 麵包超人（分鏡）

1990年
- 江戶之子男孩 理解太助（日语：江戸っ子ボーイ がってん太助）（—1991年，導演、分鏡、演出）
- 海底兩萬哩（—1991年，分鏡、演出）

1992年
- 幽☆遊☆白書（—1994年，分鏡）

1993年
- 無責任艦長泰勒（分鏡、演出）

1995年
- 去吧！稻中桌球社（分鏡）

1996年
- 逮捕令（—1997年，分鏡）

1997年
- YAT安心！宇宙旅行（日语：YAT安心!宇宙旅行）（分鏡）
- 妖精狩獵者II（文藝協力）

1998年
- 浪客劍心 (1996年版)（分鏡）
- 粉紅色姊妹（日语：ももいろシスターズ）（分鏡）
- 抓狂一族（分鏡）
- Generator Gawl（日语：ジェネレイターガウル）（分鏡）

2000年
- 銀河冒險戰記（導演）

2001年
- 銀河冒險戰記 the second stage（導演）
- 七虹香電擊作戰（監修）

2002年
- 最終兵器少女（分鏡）

2003年
- STRATOS 4（日语：ストラトス・フォー）（導演）
- 你所期望的永遠（分鏡）

2004年
- 聖槍修女（分鏡）
- 銀河天使X（分鏡）

2005年
- 交響詩篇艾蕾卡7（分鏡）
- 認真地不認真的怪傑佐羅利（—2007年，劇本統籌、編劇、分鏡）
- 到另一個你的身邊去（分鏡）

2006年
- 機神咆吼DEMONBANE（日语：斬魔大聖デモンベイン）（分鏡）
- Oban Star-Racers（日语：オーバン・スターレーサーズ）（－2007年，分鏡）

2007年
- 鬼面騎士 THE SKULL MAN（導演、分鏡）
- DARKER THAN BLACK -黑之契約者-（分鏡）
- 機神大戰 巨型方程式（分鏡）
- 逮捕令 全速前進（—2008年，分鏡）
- Sketchbook ～full color's～（分鏡）
- BAMBOO BLADE（分鏡）

2008年
- 十字架與吸血鬼（分鏡）
- 迷宮塔 ～烏魯克之盾～（分鏡）
- 鐵腕女警 DECODE（分鏡）

2009年
- 迷宮塔 ～烏魯克之劍～（分鏡）
- RIDEBACK（分鏡）
- 香格里拉（創意製作人、分鏡）
- 動物偵探奇魯米（分鏡）
- DARKER THAN BLACK -流星之雙子-（分鏡）

2012年
- 猛烈宇宙海賊（分鏡）
- 閃電十一人GO 時空之石（—2013年，分鏡）

2013年
- 閃電十一人GO 銀河（—2014年，分鏡）
- 天才黃金腦 ～神之謎 第3系列（—2014年，分鏡）

2014年
- Dragon Collection（日语：ドラゴンコレクション）（—2015年，分鏡）
- 積木戰士（—2015年，分鏡）
- 未來卡片 戰鬥夥伴（—2015年，分鏡）
- 境界觸發者（—2015年，分鏡）

2015年
- 未來卡片 戰鬥夥伴100（—2016年，分鏡）
- SHOW BY ROCK!!（分鏡）

2016年
- 神奇寶貝XY&Z（分鏡）

2017年
- 點心大冒險（—2018年，導演、分鏡）
- 未來卡片 戰鬥夥伴X（—2018年，分鏡）
- 卡片鬥爭!! 先導者G NEXT（分鏡）
- 七龍珠超（分鏡）
- 戰鬥陀螺Burst God（分鏡）
- 100%帕斯卡老師（分鏡）

2018年
- 未來卡片 戰鬥夥伴X 全明星對戰（分鏡）
- 棒球大聯盟2nd（分鏡）
- 哆啦A夢 (2005年版)（分鏡）
- 未來卡片 神戰鬥夥伴（—2019年，分鏡）
- 異世界魔王與召喚少女的奴隸魔術（分鏡）
- 黃金神威（分鏡）
- 魔法律事務所（分鏡）
- 茜色少女（分鏡）

2019年
- 異世界超能魔術師（分鏡）
- 卡片鬥爭!! 先導者 (2018年版)（分鏡）
- 索斯機械獸WILD ZERO（—2020年，分鏡）
- 小書痴的下剋上：為了成為圖書管理員不擇手段！（—2020年，分鏡）

2020年
- 籃球少年王（分鏡）
- 卡片鬥爭!! 先導者外傳 -if-（分鏡）
- 請問您今天要來點兔子嗎？BLOOM（分鏡）

2021年
- 通靈王 (2021年版)（—2022年，分鏡）
- MARS RED（日语：MARS RED）（分鏡）
- 新幹線變形機器人 辛卡利昂Z（—2022年，分鏡）
- 更多！認真地不認真的怪傑佐羅力（—2022年，分鏡）
- 境界戰機（—2022年，分鏡）
- 群馬寶寶（—2023年，分鏡）
- 忍者亂太郎（—2023年，分鏡）

2022年
- 遊☆戲☆王SEVENS（分鏡）
- 魔卡派對（分鏡）
- Futsal Boys!!!!!（分鏡）
- 白領羽球部（分鏡）
- 處刑少女的生存之道（分鏡）
- 遊☆戲☆王GO RUSH!!（—2024年，分鏡）
- 黑之召喚士（分鏡）

2023年
- 不要欺負我，長瀞同學 2nd Attack（分鏡）
- EDENS ZERO 伊甸星原（分鏡[5]）
- MIX 明青故事 第二季 ～第二個夏天，邁向晴空～（分鏡）
- 花樣河童（日语：はなかっぱ）（分鏡）
- 雖然等級只有1級但固有技能是最強的（分鏡）
- 想當冒險者前往都市的女兒成為S級（總導演[6]、分鏡）
- 某大叔的VRMMO活動記（分鏡）
- 戰鬥陀螺X（—2024年，分鏡）
- 勇者赫魯庫（分鏡）

2024年
- 外科醫生愛麗絲（分鏡）
- 月刊妄想科學（分鏡）
- 愛犬訊號（分鏡）
- 最強王圖鑑 ～The Ultimate Battles～（日语：最強王図鑑シリーズ#テレビアニメ）（演出）
- 蜻蛉高球（分鏡）
- 泡泡糖忍戰（—2025年，分鏡）
- 狼與辛香料 MERCHANT MEETS THE WISE WOLF（分鏡）
- 多數欠（日语：多数欠）（分鏡）
- 地下城中的人（分鏡）
- 我的妻子不具感情（分鏡）
- 成為名留歷史的壞女人吧（分鏡）
- 青之壬生浪（分鏡）
- 軟軟噗尼寵物小精靈 噗尼2（日语：ぷにるんず）（分鏡）

2025年
- 中年大叔轉生反派千金（分鏡）
- 妖怪學校的菜鳥老師！（分鏡）
- 紅戰士在異世界成了冒險者（分鏡）
- 未到的我的未來（日语：未ル わたしのみらい）（製作顧問）
- 來到棒球場捕捉我吧！（分鏡）
- 直至魔女消逝（分鏡）

### 電影動畫
1991年
- 月光耳環 銀玫瑰騎士團（日语：ユメミと銀のバラ騎士団）（導演）

1994年
- 快打旋風II MOVIE（日语：ストリートファイターII MOVIE）（分鏡）

2011年
- 永恆的永遠（協力導演）

2012年
- 劇場版 怪傑佐羅力：大、大、大、大冒險！（編劇）

2013年
- 劇場版 怪傑佐羅力：守護恐龍蛋（編劇）

2015年
- 劇場版 點心大冒險（導演）

### OVA
1989年
- 橙路：旋風！變身少女小茜（導演）

1991年
- 橙路：意外狀況（導演）
- 御宅族錄影帶（導演）

1992年
- 甲龍傳說維爾加斯特（日语：甲竜伝説ヴィルガスト）（分鏡）
- 琉璃色公主（日语：るり色プリンセス）（導演）

1993年
- 我是大哥大!!（導演）

1994年
- 光腳的GinRei EPISODE:1 ～被盜的戰鬥旗袍搜尋大作戰!!（導演、分鏡）

1995年
- 青眼的銀鈴（導演、分鏡）
- 卒業 ～Graduation～（分鏡）
- 秘境探險法姆&依莉（日语：秘境探検ファム&イーリー）（—1996年，導演、編劇、分鏡）
- 銀河少女傳說優奈 ～哀傷的賽雷茵～（日语：銀河お嬢様伝説ユナ）（監修）
- 貓眼女槍手（日语：ガンスミスキャッツ#OVA）（—1996年，導演）

1997年
- AIKa（分鏡）

1999年
- 銀河少女警察 The Animation（導演）

2002年
- 捍衛者21（分鏡）

2004年
- 小茜的狂熱追求者（日语：アカネマニアックス〜流れ星伝説剛田〜）（分鏡）

2005年
- 閃亮☆企劃（日语：きらめき☆プロジェクト）（監修、分鏡）
- 戰鬥妖精少女 救救我！小Mave（日语：戦闘妖精少女 たすけて! メイヴちゃん）（導演、編劇）
- STRATOS 4 ADVANCE（日语：ストラトス・フォー）（導演）

2008年
- 亂馬½ 惡夢！春眠香（日语：らんま1/2 悪夢!春眠香）（導演、分鏡）

2014年
- 鎖鏈戰記 ～短片動畫～（導演）

### 網路動畫
2019年
- 戰鬥陀螺Burst GT（分鏡）

2020年
- 戰鬥陀螺Burst 超王（—2021年，分鏡）

2021年
- 戰鬥陀螺Burst DB（—2022年，分鏡）

2023年
- 境界戰機 極鋼之裝鬼（分鏡）

### 遊戲
1994年
- 露娜 永恆之藍（分鏡）

### 其它
2022年
- 鋼普拉君（日语：ガンプラくん） PV 第2季（2022年—2023年，導演）

## 小說
- （朝日Sonorama（日语：朝日ソノラマ），插圖：鈴木雅久（日语：鈴木雅久），2004年）
- STRATOS 4（日语：ストラトス・フォー#関連書籍） The other sight 1—3（Media Factory，插圖：山內則康、黑珠商會，2003年—2004年）
- STRATOS 4 The extra sight（Media Factory，插圖：山內則康、黑珠商會，2004年）
- 銀河冒險戰記 1～3（角川書店，插圖：黑田和也（日语：黒田和也）、茜虎徹（日语：茜虎徹），2000年）
- 銀河冒險戰記 the second stage 1～3（角川書店，插圖：黑田和也、茜虎徹，2001年）
- 銀河冒險戰記 the extra stage （角川書店，插圖：黑田和也，2002年）
- 秘境探險法姆&依莉（日语：秘境探検ファム&イーリー） 1—2（朝日Sonorama，插圖：田中久仁彥（日语：田中久仁彦），1995年—1996年）
- （全6章，刊登於網路雜誌《Tornado Base》，插圖：芝山努）

## 廣播節目
- 嘉數由美的超閃耀！大和魂!!（日语：かかずゆみの超輝け!大和魂!!）（音泉） 
  - 2008年3月18日（＃227）[注 6]
  - 2013年11月26日（＃516）、12月3日（＃517）
  - 2017年5月16日（＃696）、5月23日（＃697）

## 腳註

## 相關項目
- 日本小說家列表
- 日本動畫師列表（日语：アニメ関係者一覧）

## 外部連結
- ] （日語）
- 萬代頻道內特別頁面 （日語）[]
- （每月14日更新） （日語）[]
- （日語）—「Anime！Anime！」的介紹文章。
- 官方網站 （日語）—公開終了通知。
- 森健的Facebook專頁 （日語）
- 森健的X（前Twitter） （日語）